# Искушение Б.
«Искушение Б.» — советский художественный фильм режиссёра Аркадия Сиренко, снятый в 1990 году по киносценарию Аркадия и Бориса Стругацких «Пять ложек эликсира».
Завязка сюжета практически повторяет одну из сюжетных линий романа братьев Стругацких «Хромая судьба». После посещения Снегирёвым института, в котором работал Магистр, начинается оригинальное развитие событий. При этом краткий сюжет фильма изложен в том же романе в виде черновика, когда-то давно написанного протагонистом романа Сорокиным (прототип Снегирёва).

## Сюжет
Писатель средней руки Феликс Снегирёв становится обладателем тайны секты бессмертных о существовании эликсира вечной жизни. Круг допущенных к тайне ограничен — их может быть только пять человек, значит, шестой лишний должен быть устранён. Теперь перед ним встает нелёгкий выбор: умереть или стать бессмертным?

## В ролях
- Лембит Ульфсак — Феликс Александрович Снегирёв, писатель (озвучивание — Алексей Золотницкий)
- Олег Борисов — Иван Давыдович Мартынюк, он же Магистр
- Наталья Гундарева — Наталья Петровна, она же Маркиза
- Владимир Зельдин — Павел Павлович, он же Князь
- Станислав Садальский — Константин Курдюков, он же Басаврюк
- Александр Пашутин — Ротмистр

### В эпизодах
- Анна Овсянникова — работница жилконторы
- Анатолий Голик — Анатолий Сократович Романюк
- Александр Котов — врач скорой помощи
- Валентин Брылеев — Сергей Сергеевич, сосед Снегирёва

## Съёмочная группа
- Авторы сценария:
  - Аркадий Стругацкий
  - Борис Стругацкий
- Режиссёр-постановщик: Аркадий Сиренко
- Оператор-постановщик: Евгений Гуслинский
- Художник-постановщик: Валерий Кострин
- Композитор: Эдисон Денисов
- Звукооператор: В. Строков
- Дирижёр: Эмин Хачатурян
- Художник по гриму: В. Львов
- Художник по костюмам: Н. Фирсова
- Директор картины: Семён Поздняков
- Продюсер: Валерий Щепотин